# Pero parambensis
Pero parambensis är en fjärilsart som beskrevs av Paul Dognin 1907. Pero parambensis ingår i släktet Pero och familjen mätare. Inga underarter finns listade i Catalogue of Life.